# Гараманты

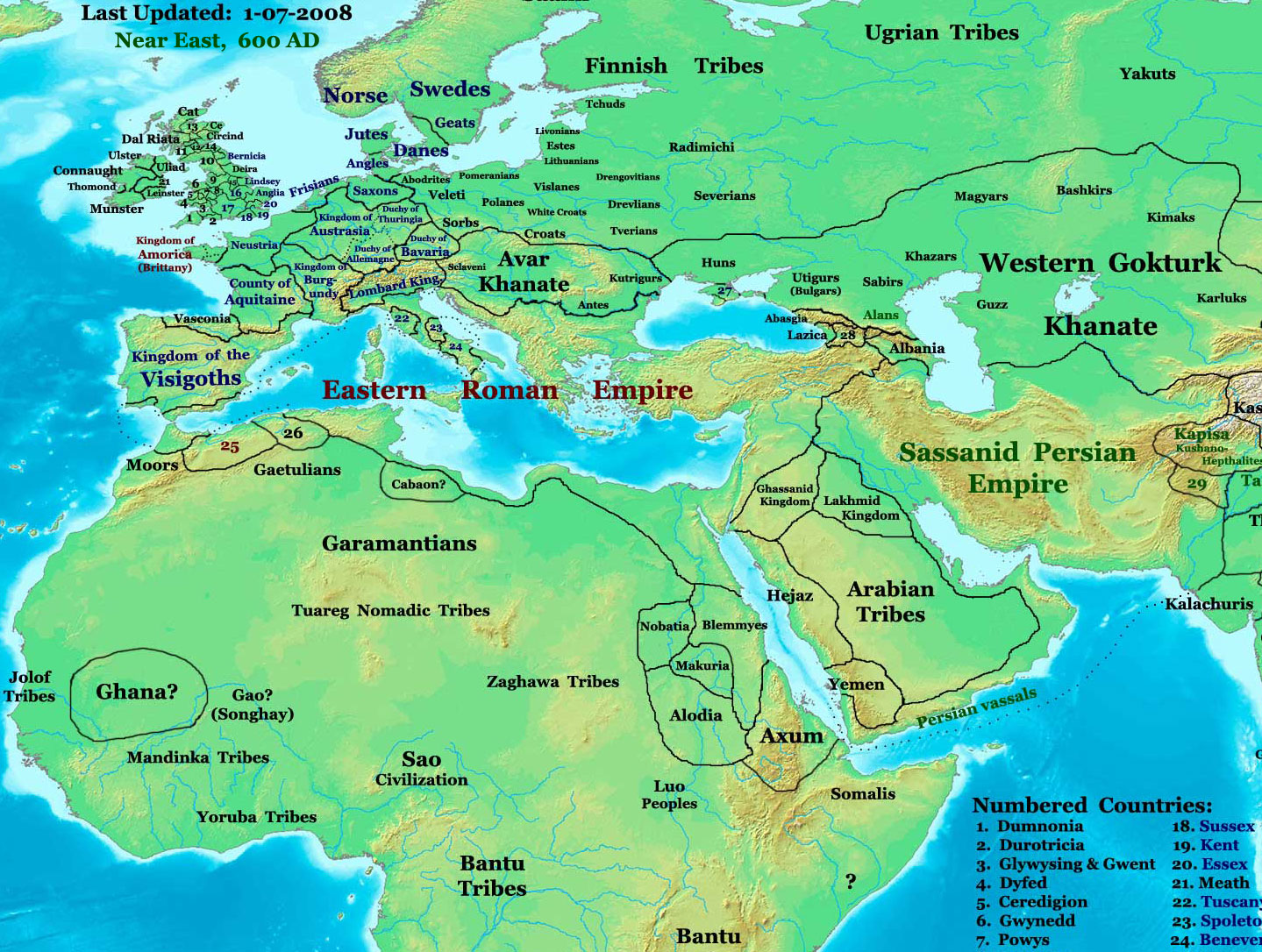
Гараманты на карте мира в 600 году

Гараманты (греч. Γαράμαντες) — древний народ Сахары. Впервые упоминаются Геродотом (около 500 г. до н. э.) как «очень великий народ» (судя по археологическим данным, их государство возникло намного ранее, в конце II тыс. до н. э.). Геродот также упоминает, что они на колесницах охотились на «пещерных эфиопов». Земли гарамантов включали в себя весь Феццан, юг Триполитании и западную часть Мармарики. Страна гарамантов известна также как Гарамантида.

## Происхождение
Происхождение гарамантов точно неизвестно. Предполагается, что они были одним из тех «народов моря», которые вторгались в Северную Африку в XV—XII веках до н. э. В VIII веке до н. э. Страна гарамантов уже включала в себя весь нынешний Феццан, южные районы Триполитании и значительную часть Мармарики. Цивилизация гарамантов была весьма высокоразвита технологически. Геродот в своей «Истории» утверждает, что вода в ливийский Сирт, то есть как раз место проживания гарамантов, была проведена из Меридова озера, которое было «произведением рук человеческих и вырыто искусственно, это ясно видно. Вода же в озере не ключевая (местность эта совершенно безводна), а проведена по каналу из Нила, и шесть месяцев она течёт в озеро, шесть месяцев — обратно в Нил».

## История
Гараму, гарамантов и их страну описывают некоторые античные авторы. Среди них важны указания Геродота Галикарнасского (около 484—425 до н. э.) («История». Кн. IV, 183), Страбона Амасейского (63 до н. э. — ок. 24 н. э.) («География». Кн. II, 5, 33; Кн. XVII, 3, 19; 23), Помпония Мелы (15 — 60 год) («Хорография»), Гая Плиния Старшего (24 — 79 год) («Естественная история»), Клавдия Птолемея (около 100—170 год) («Руководство по географии») и ряд других.
В 20 году до н. э. римская армия под предводительством проконсула Африки Луция Корнелия Бальба Младшего провела успешные военные действия против гарамантов. Полководец выступил из Сабраты и, опустошив по дороге Гадамес, нанес гарамантам неожиданный удар. Римские источники сообщают, что он смог взять Гараму, главный город гарамантов, а также покорить ряд близлежащих городов и племён. Тем не менее, римлянам не удалось полностью закрепить за собой эти территории. Но всё же успех Бальба был признан весьма значительным, и 27 марта 19 года до н. э. в его честь было устроено в Риме триумфальное шествие. Это был последний триумф, которого удостоилось частное лицо, и к тому же совершённый в честь единственного из урождённых иностранцев. Личная часть добычи Бальба была так значительна, что он на свои средства смог построить в 13 году до н. э. в Риме театр и крипту (Тацит. Анналы. III, 72).
Вообще римское господство или область влияния в землях гарамантов постоянно были неустойчивыми. Это проявилось через некоторое время, когда гараманты открыто помогли бывшему римскому наемнику нумидийцу Такфаринату в организации и поддержке широкого антиримского движения в Африке. Такфаринат возглавил восстание мусуламиев и ряда других племён против Рима в 17 году. Причём, гараманты приняли в нём и самое активное военное участие. Это восстание на территории к югу от горного массива Аурес, и к северо-западу от собственно земель гарамантов, продолжалось вплоть до 24 года, когда погиб Такфаринат, а гараманты направили посольство в Рим.

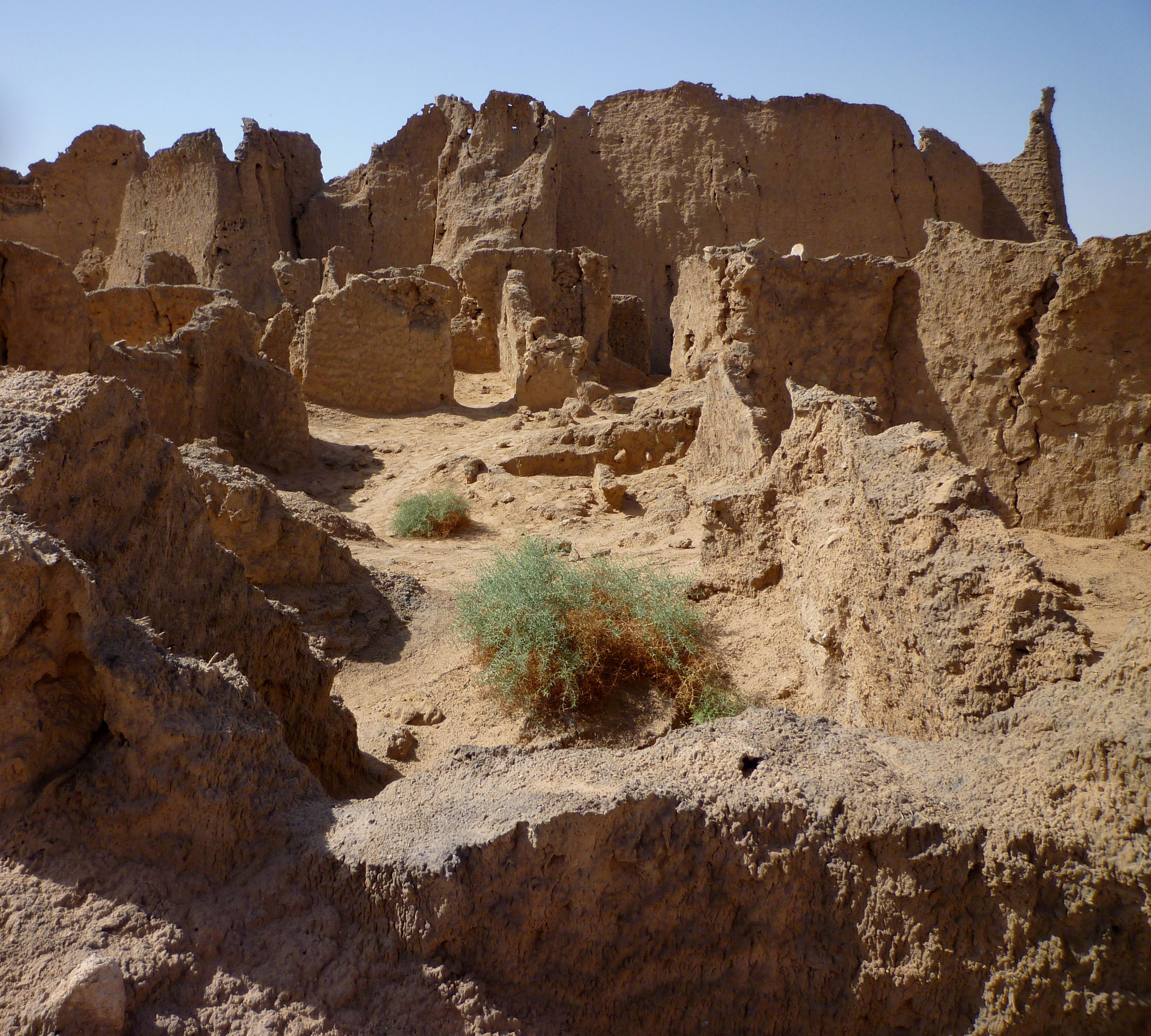
Руины Гарамы — главного города гарамантов

В 69 году гараманты вмешались в межполисную войну между входившими в состав Римской империи прибрежными пунийскими городами Лептисом Магна и Эей на стороне последнего. Оказавшись в сложном положении, жители Лептиса вынуждены были обратиться за помощью к римским властям. Для наведения порядка в Африке император Веспасиан прислал в Нумидию в 70 году III Августов легион. Части легиона во главе с его легатом Гаем Валерием Фестом не только разбили гарамантов у стен Лептиса и захватили Эю, но и углубились на территорию гарамантов, дойдя вплоть до холмов в современной местности аш-Шувейреф. Тем не менее, римские войска не смогли продвинуться южнее, так как гараманты перекрыли их пути снабжения и засыпали за собой колодцы. Тогда Римская империя построила цепь крепостей от Гирзы до Джаду и Гарьяна, дабы защитить свои владения на побережье. Вероятно, после этого и при правлении императора Тита отношения между Римом и гарамантами оставались враждебными вплоть до правления императора Домициана.
Уже около 85 года римский отряд под началом Септимия Флакка через земли гарамантов совершил поход на юг — к «эфиопам» — и достиг «эфиопской земли Агисимбы». Местоположение этой земли не выяснено, но считается, что эта римская экспедиция в Тропическую Африку привела к самому дальнему проникновению европейцев вглубь Африки за весь античный период.
В 89 году правитель Гарамантиды (ему подчинилась и часть насамонов) царь Мрсис посетил Рим во главе посольства ливийцев. Не застав в городе римского императора Домициана, он отправился в южную Галлию, где встретился с ним и подписал соглашение. По его условиям римляне разместили в Гараме гарнизон, а гараманты начали помогать римлянам охранять торговые пути через пустыню.
В 203 году императору Септимию Северу вновь удалось завоевать Гараму, но после его смерти гараманты снова стали независимы от Рима, хотя и остались связаны с империей торговыми соглашениями. Также военное присутствие и фортификационная активность римлян к югу от своего пограничного вала (Триполитанского лимеса) продолжались (особенно в Гадамесе) и при правлении императоров Каракаллы, Александра Севера и Гордиана III.
В целом гараманты в течение целой эпохи были одним из клиентских народов Рима. Однако в гарамантском обществе существовала и влиятельная партия, выступавшая за независимость от империи, что приводило к военным конфликтам.
Вторжение вандалов и их союзников в 439 году и события, связанные с падением Западной Римской империи в 476—493 годах подорвали экономику и нарушили торговые отношения в Северной Африке. Это способствовало и резкому сокращению связей гарамантов со Средиземноморьем и, как следствие, упадку торговли.
После разгрома государства вандалов ромеями в 534 году наступает период продвижения Восточной Римской империи в Северную Африку. В это время позиции Константинополя усилились и в её внутренних районах. Снова попадает в имперскую область влияния и страна гарамантов, но она оказалась уже значительно ослаблена, а её территория сократилась до местности между современными Вади-Аджаль и Вади-Мурзук.
В своей «Хронике» Иоанн Бикларийский ещё объявляет об обращении гарамантов в христианство в 569 году: «Гараманты, желая приобщиться к вере Христовой и заключить мир с Римским государством, просят об этом через послов и быстро добиваются и того, и другого». Однако к VII веку Гарамантида уже окончательно пришла в упадок, во многом из-за изменений климата и сопутствующего разрушения ирригационных сооружений.
В 669 году столица Гарама была захвачена без боя арабским войском под предводительством Укбы ибн Нафи, а последний царь гарамантов взят в плен и отправлен в кандалах в Египет. Однако, несмотря на сдачу столицы, другие крепости гарамантов продолжали сопротивление, и арабам пришлось захватывать их по отдельности.